# Liste der Biografien/Ef
Liste der Biografien |
Portal Biografien |
Personensuche
# |
A |
B |
C |
D |
E |
F |
G |
H |
I |
J |
K |
L |
M |
N |
O |
P |
Q |
R |
S |
T |
U |
V |
W |
X |
Y |
Z |
?
 
Ea |
Eb |
Ec |
Ed |
Ee |
Ef |
Eg |
Eh |
Ei |
Ej |
Ek |
El |
Em |
En |
Eo |
Ep |
Eq |
Er |
Es |
Et |
Eu |
Ev |
Ew |
Ex |
Ey |
Ez
Die Liste der Biografien führt alle Personen auf, die in der deutschsprachigen Wikipedia einen Artikel haben. Dieses ist eine Teilliste mit 171 Einträgen von Personen, deren Namen mit den Buchstaben „Ef“ beginnt.

## Ef

### Efa
- Efantis, Ted (1929–2018), US-amerikanischer Jazzmusiker

### Efe
- Efé, US-amerikanische Schauspielerin und Synchronsprecherin
- Efe, Cem (* 1978), deutsch-türkischer Fußballspieler und -trainer
- Efe, Favour (* 1994), nigerianische Hürdenläuferin
- Efe, Muharrem (* 1990), türkischer Fußballspieler
- Efe, Mustafa (* 1965), türkischer Journalist, Buchautor und Verleger
- Efe, Pedro (1942–2021), portugiesischer Filmschauspieler und Regisseur
- Efe, Recep (* 1990), türkischer Biathlet
- Efemey, Simon, englischer Musikproduzent und Toningenieur
- Efendi, Yakovaki (1776–1850), Phanariote
- Efendiev, Messoud (* 1953), aserbaidschanischer Mathematiker
- Efendijev, Eldar (* 1954), estnischer Politiker, Mitglied des Riigikogu
- Efendijewa, Adawie (1879–1944), krimtatarische Weberin und Stickereimeisterin
- Efendioğlu, Rıza (* 1982), türkischer Fußballspieler
- Efendioğlu, Yusuf (* 1989), türkischer Fußballspieler
- Efert, Kim (* 1974), deutscher Jazzgitarrist
- Efesiu, Petru, rumänisch-griechischer Musikpädagoge und Komponist
- Efetov, Dmitri (* 1980), deutscher Physiker und Hochschullehrer
- Efetov, Konstantin (1950–2021), russischer Physiker

### Eff
- Effa, Karel (1922–1993), tschechoslowakischer bzw. tschechischer Schauspieler
- Effah-Apenteng, Nana (* 1945), ghanaischer Parlamentsabgeordneter, Diplomat und Kakaofunktionär
- Effe, Bernd (1942–2023), deutscher Klassischer Philologe
- Effe, Tony (* 1991), italienischer Rapper
- Effel, Jean (1908–1982), französischer Cartoonist und Illustrator
- Effenberg, Alfred (* 1961), deutscher Sportwissenschaftler, Hochschullehrer
- Effenberg, Claudia (* 1965), deutsches Model, Designerin und Autorin
- Effenberg, Claudia (* 1965), deutsche Softballspielerin und -trainerin
- Effenberg, Franz-Karl (1948–2005), österreichischer Politiker (SPÖ), Landtagsabgeordneter
- Effenberg, Harald (* 1957), deutscher SchauspielerHarald Effenberg (* 1957)

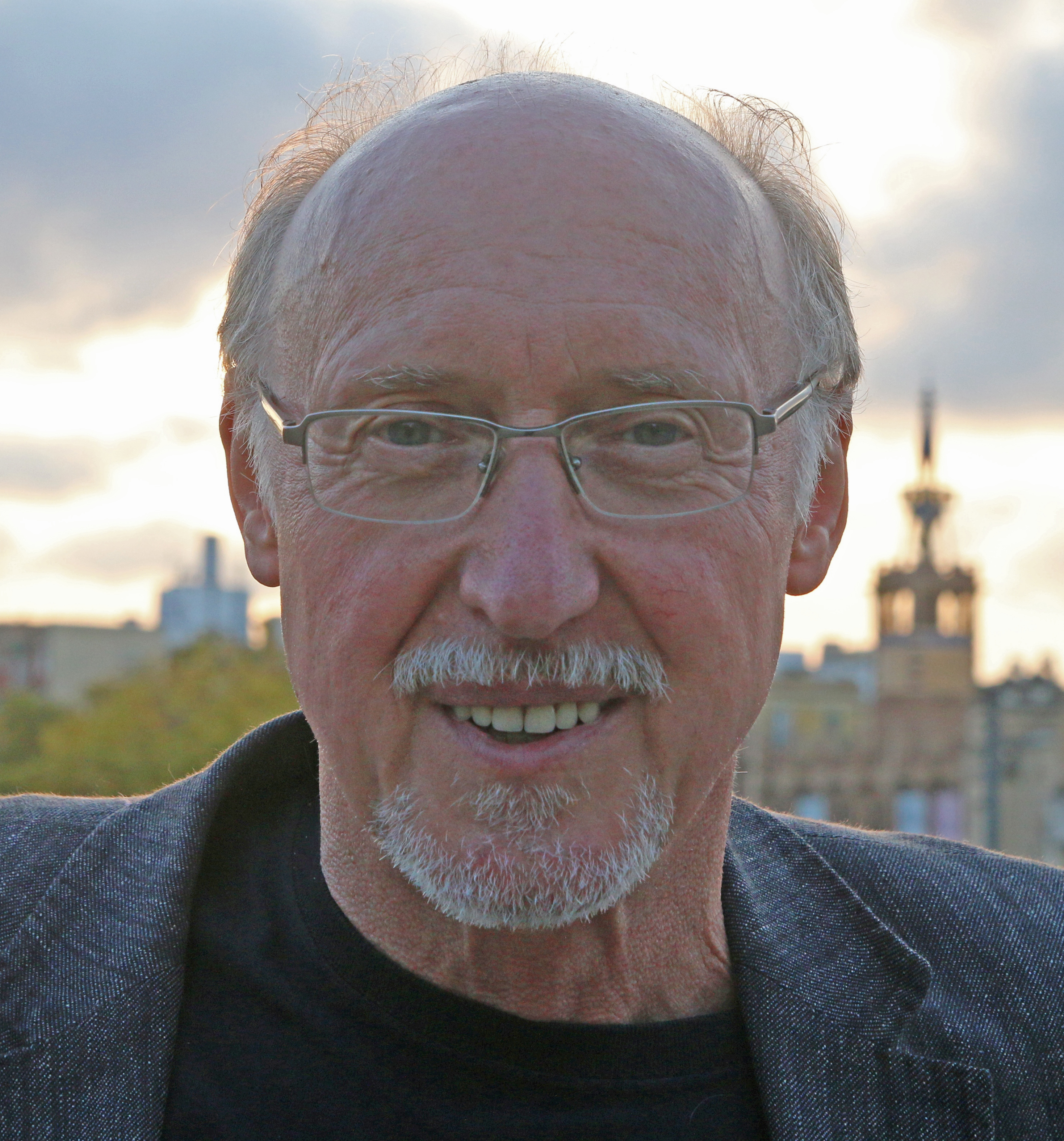
Harald Effenberg (* 1957)

- Effenberg, Izabella (* 1977), polnische Jazzmusikerin und Karatekämpferin
- Effenberg, Stefan (* 1968), deutscher Fußballspieler
- Effenberger, Arne (* 1942), deutscher Christlicher Archäologe
- Effenberger, Elisabeth (1921–2008), österreichische Kulturjournalistin und Autorin
- Effenberger, Franz (1930–2024), deutscher Chemiker
- Effenberger, Günther (* 1947), österreichischer Journalist, Schriftsteller und Verleger
- Effenberger, Gustav (1868–1947), deutscher Feuerwehrfachmann, hannoverscher Branddirektor und Schriftsteller
- Effenberger, Hans (1884–1950), Autor, Komponist, Sänger, Übersetzer
- Effenberger, Hans (1899–1956), österreichischer Bühnenautor, Bühnen- und Filmschauspieler sowie Filmregisseur
- Effenberger, Hermann (1842–1910), deutscher Porträt- und Genremaler sowie Zeichner
- Effenberger, Karlheinz (1928–2009), deutscher Maler und Grafiker
- Effenberger, Marcel (* 1983), deutscher Handballspieler
- Effenberger, Michael, deutscher Regisseur und Drehbuchautor
- Effenberger, Peter (* 1943), deutscher Fußballspieler
- Effenberger, Theo (1882–1968), deutscher Architekt und Hochschullehrer
- Effenberger, Vratislav (1923–1986), tschechischer Literaturtheoretiker
- Effenberger, Wolfgang (* 1946), deutscher SachbuchautorWolfgang Effenberger (* 1946)

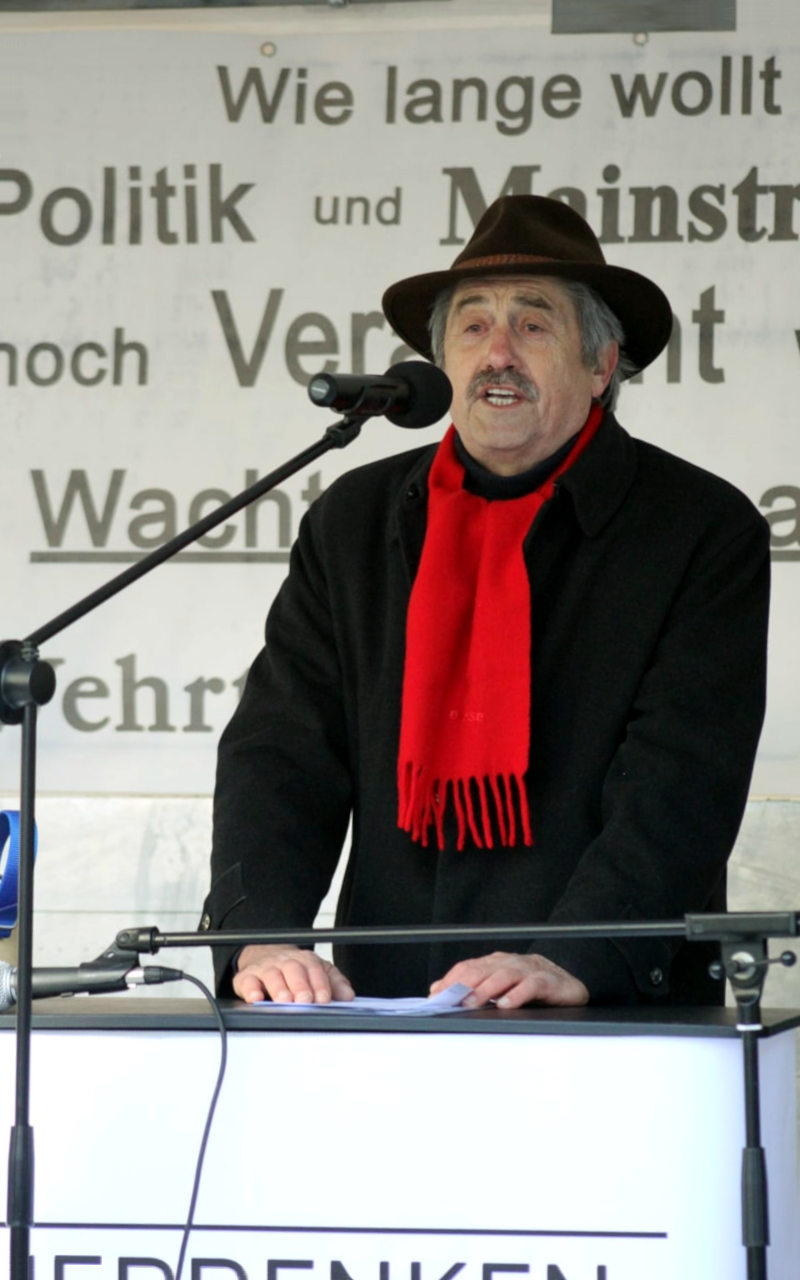
Wolfgang Effenberger (* 1946)

- Effendi, Franciscus (* 1940), indonesischer Maler
- Effendi, Rustam (1903–1979), indonesischer Dichter
- Effenterre, Henri van (1912–2007), französischer Klassischer Archäologe
- Effenterre, Joële Van (* 1945), französische Filmeditorin
- Effer-Uhe, Daniel (* 1978), deutscher Rechtswissenschaftler
- Efferding, Stan (* 1967), US-amerikanischer Bodybuilder
- Efferen, Hieronymus von († 1552), Herr von Stolberg
- Efferen, Johann Dietrich von († 1649), Sohn von Adam von Efferen und Odilia von Harff
- Efferen, Johann Joseph Wilhelm von (1706–1781), kurpfälzischer Offizier, Gouverneur in Jülich-Berg
- Efferen, Johann von († 1606), Herr der Herrlichkeit Stolberg und Burg Stolberg
- Efferen, Johann Wilhelm von († 1724), kurpfälzischer General und Beamter
- Efferen, Odilia Maria von († 1684), Lehnsherrin
- Efferen, Vinzenz von († 1518), Herr von Stolberg Gefolgsmann des Jülicher Herzogs Wilhelm IV.
- Efferen, Wilhelm von, deutscher Deutschordensritter
- Efferen, Wilhelm von (1563–1616), Bischof von Worms (1604–1616)
- Efferoth, Hugo (1889–1946), deutscher Autor, Journalist, Redakteur und Widerstandskämpfer
- Effersøe, Oliver (1863–1933), färöischer Politiker
- Effersøe, Oliver P. (1830–1897), färöischer Lehrer, Zeitungsredakteur und Politiker
- Effersøe, Rasmus Christoffer (1857–1916), färöischer Nationaldichter
- Effert, August (1801–1870), deutscher Verleger in Berlin
- Effert, Gerold (1932–2007), deutscher Schriftsteller und Gymnasiallehrer
- Effert, Johann (1863–1939), christlicher Gewerkschafter
- Effert, Paul (* 1931), deutscher Briefmarkenkünstler
- Effert, Sven (1922–2000), deutscher Kardiologe und Hochschullehrer
- Effertz, Egon († 1999), deutsches Todesopfer rechtsextremer Gewalt
- Effertz, Horst (* 1938), deutscher Ruderer
- Effertz, Josef (1907–1984), deutscher Landwirt und Politiker (FDP), MdL, MdB
- Effertz, Julia (* 1980), deutsche Schauspielerin, Synchronsprecherin, Drehbuchautorin, Produzentin, Regisseurin und Literaturwissenschaftlerin mit polnischen und flämischen WurzelnJulia Effertz (* 1980)

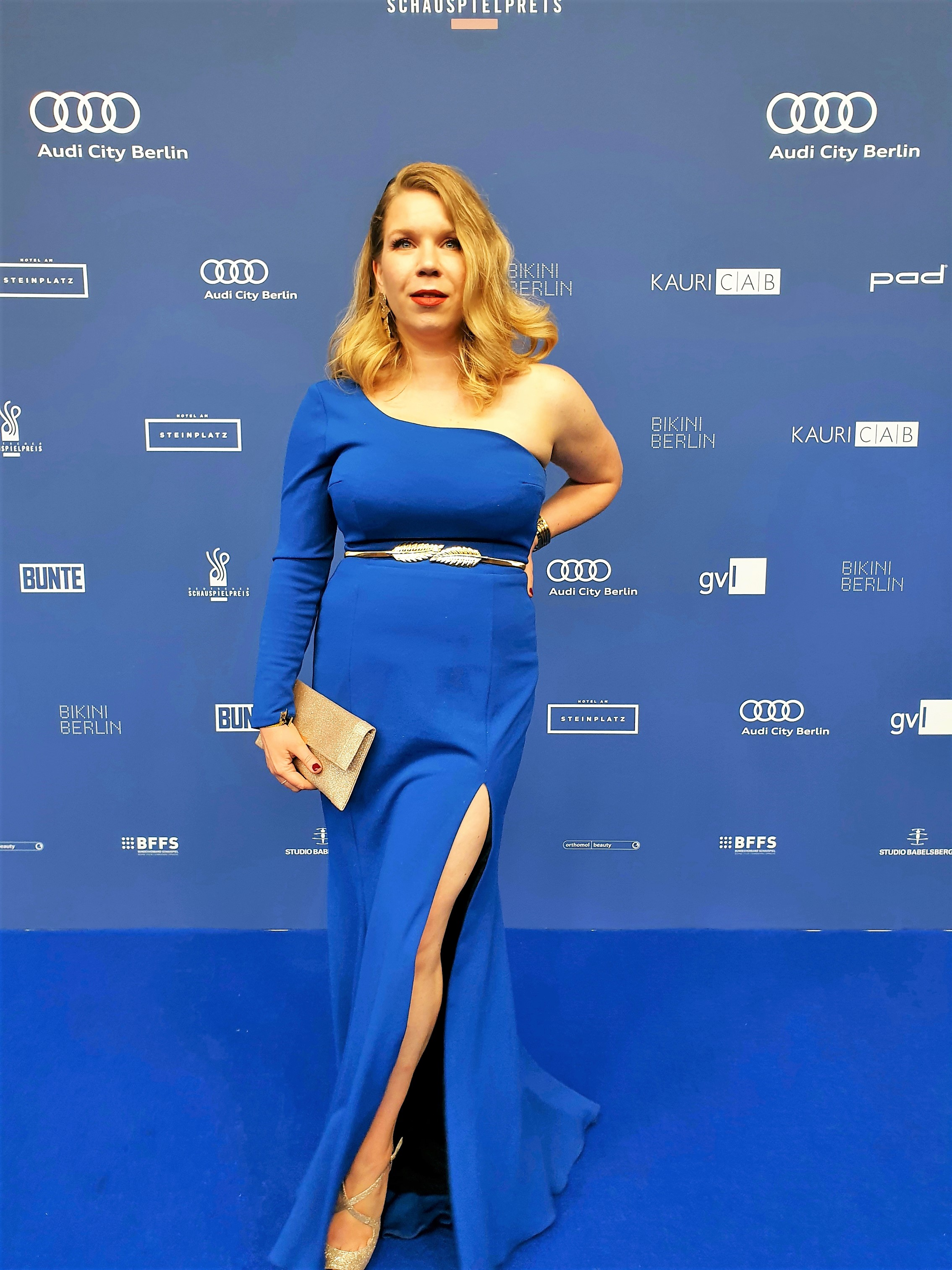
Julia Effertz (* 1980)

- Effertz, Reinhard (1848–1930), deutscher Mäzen, Unternehmer und Stadtverordneter
- Effertz, Wilfried (* 1950), deutscher Kommunalpolitiker (SPD), Bürgermeister in Elsdorf
- Effing, Bernd (* 1948), deutscher Kunstturner
- Effing, Klaus (* 1968), deutscher Kommunalpolitiker (CDU)
- Effinger, Christoph (1487–1551), Schweizer Aristokrat
- Effinger, Franz Christoph (1657–1712), Schweizer Aristokrat
- Effinger, Franz Victor (1734–1815), Politiker
- Effinger, Friedrich Ludwig (1795–1867), Schweizer Politiker
- Effinger, George Alec (1947–2002), US-amerikanischer Science-Fiction-Autor
- Effinger, Herbert (* 1951), deutscher Sozialpädagoge und Sozialarbeitswissenschaftler
- Effinger, Kaspar (1442–1513), Schweizer Aristokrat
- Effinger, Ludwig Albrecht (1773–1853), Schweizer Politiker und Oberst
- Effinger, Maria (* 1966), deutsche Archäologin, Bibliothekarin und Spezialistin für Digital Humanities
- Effinger, Rudolf Emanuel (1771–1847), Schweizer Offizier und Agronom
- Effinghausen, Effi (1950–1995), deutscher Chansonnier, Tangotänzer und Gastronom
- Effiom, Victoria Kparika (* 1996), nigerianische Speerwerferin
- Effiong, Alfred (* 1984), maltesischer Fußballspieler
- Effiong, Daniel (* 1972), nigerianischer Sprinter
- Effiong, Philip (1925–2003), nigerianischer Offizier und Politiker
- Effiong, Rosey (* 2001), US-amerikanische Sprinterin
- Efflamm (* 448), Mönch und Missionar
- Efflatoun, Inji (1924–1989), ägyptische Malerin, politisch-feministische Aktivistin und Autorin
- Effler, Johann Friedrich Heinrich (1772–1837), deutscher evangelischer Geistlicher, Hofmeister, Lehrer, Erzieher und Schulleiter, Pastor und Superintendent
- Effmann, Wilhelm (1847–1917), deutscher Architekt und Bauhistoriker
- Effner, Carl (1792–1870), königlich bayerischer Oberhofgärtner
- Effner, Carl von (1831–1884), bayerischer Hofgärtner, später Hofgartendirektor und Gartengestalter
- Effner, Johann Nepomuk von (1757–1817), Stadtoberrichter und Bürgermeister von München
- Effner, Joseph († 1745), Baumeister, Gartenarchitekt, DekorateurJoseph Effner († 1745)

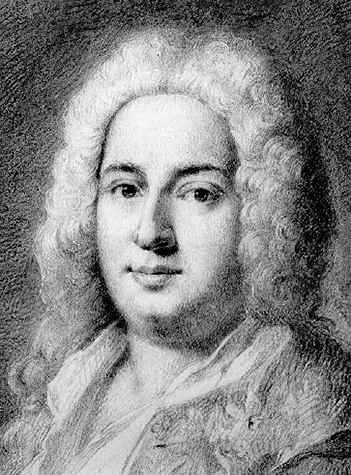
Joseph Effner († 1745)

- Effnert, Karl Wilhelm (1795–1881), preußischer Generalmajor
- Efford, Joseph (* 1996), US-amerikanischer Fußballspieler
- Effros, Bob (* 1900), US-amerikanischer Jazzmusiker
- Effrosse, Georges (1910–1944), französischer Geiger

### Efi
- Efi, Tupuola Taisi Tufuga (* 1938), samoanischer Politiker, Staatsoberhaupt von Samoa
- Efih, Peace (* 2000), nigerianische Fußballspielerin
- Efimov, Igor (* 1960), georgischer Schachspieler
- Efimova, Alisa (* 1999), finnisch-russische Paarläuferin
- Efing, Christian (* 1976), deutscher Sprachwissenschaftler und Sprachdidaktiker
- Efinger, Manfred (* 1959), deutscher Wissenschaftsmanager und Politologe
- Efira, Virginie (* 1977), belgische Schauspielerin und ehemalige FernsehmoderatorinVirginie Efira (* 1977)

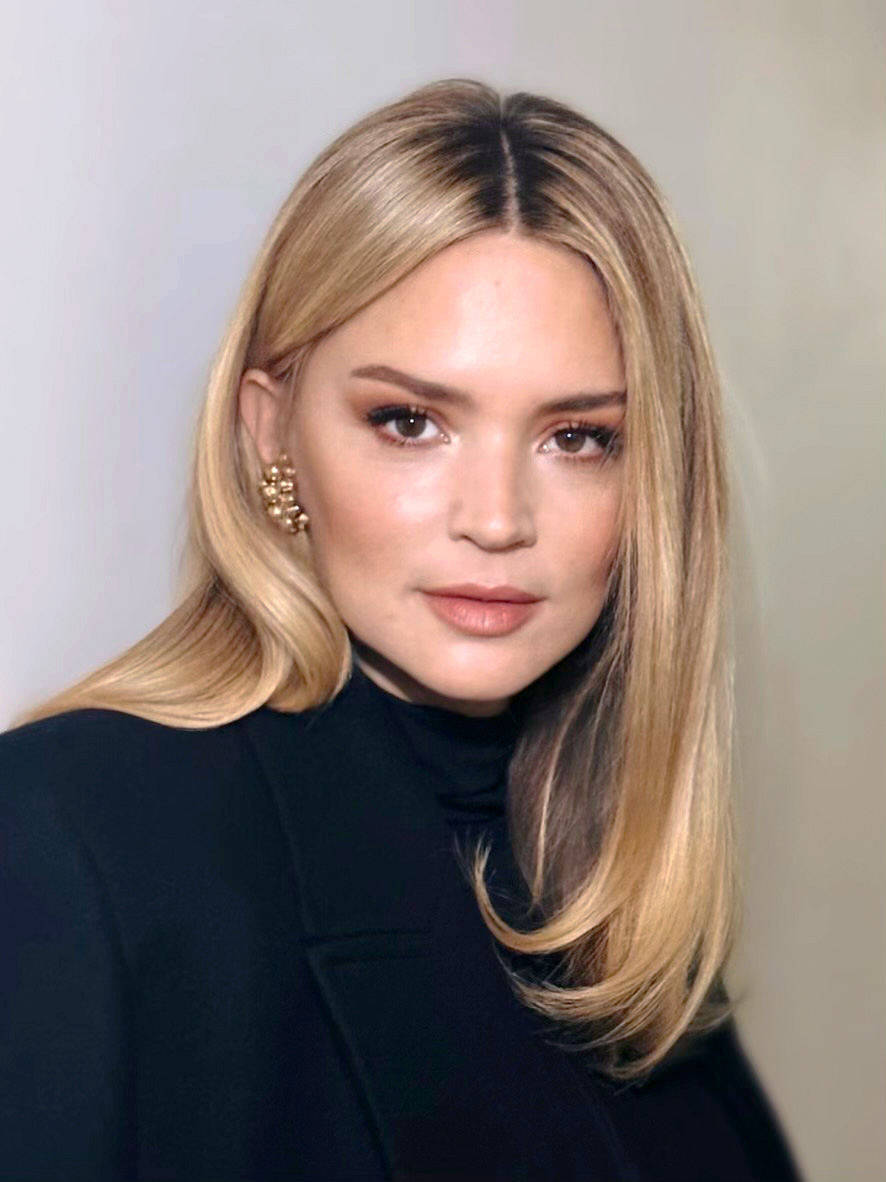
Virginie Efira (* 1977)

- Efišovas, Leonas (* 1907), litauischer Fußballspieler

### Efl
- Efler, Andreas (* 1967), österreichischer Billardspieler, Autor und Entwickler
- Efler, Linda (* 1995), deutsche Badmintonspielerin
- Efler, Michael (* 1970), deutscher Ökonom und Politiker (Die Linke), MdA

### Efn
- Efner, Valentine (1776–1865), US-amerikanischer Politiker
- Efni, altägyptischer König

### Efo
- Efoloko, Jona (* 1999), britischer Leichtathlet
- Efong Nzolo, Jérôme (* 1974), belgischer Fußballschiedsrichter
- Eford, Roney (* 1972), US-amerikanischer Basketballspieler
- Efoui, Kossi (* 1962), togoischer Autor

### Efr
- Efraim ben Isaak, jüdisch-deutscher Schriftgelehrter und liturgischer Poet
- Efraim ben Jakob, jüdischer Chronist in Deutschland
- Efraim, Davis (* 1976), indonesischer Badmintonspieler
- Efraimsen, Nivi Heilmann (* 1979), grönländische Politikerin (Inuit Ataqatigiit), Handballspielerin und Lehrerin
- Efraimsson, Jonnie (* 1958), schwedischer Fußballspieler
- Efrat, Benni (* 1936), israelischer Konzeptkünstler, Maler, Plastiker und Experimentalfilmer
- Efrat, Elisha (1929–2016), israelischer Geograph
- Efrati, Josef (1897–1975), israelischer Politiker
- Efrati, Leone (1915–1945), italienischer Boxer und Opfer des Holocaust
- Efrem von Nea Makri (1384–1426), Heiliger
- Efrem, Elena (* 1969), zyprische Richterin
- Efrem, Ghirmai (* 1996), eritreischer Schwimmer
- Efremova, Ksenia (* 2009), russisch-französische Tennisspielerin
- Efroimski, Marsel (* 1995), israelische Schachspielerin
- Efroimson, Wladimir Pawlowitsch (1908–1989), sowjetischer Genetiker
- Efromovich, Germán (* 1950), jüdischer Geschäftsmann mit brasilianischer, kolumbianischer und polnischer Staatsbürgerschaft
- Efromovich, José (* 1955), brasilianischer Geschäftsmann
- Efron, Ariadna Sergejewna (1912–1975), russische Übersetzerin und Malerin
- Efron, Bradley (* 1938), US-amerikanischer Statistiker und Professor der Stanford University
- Efron, Dylan (* 1992), US-amerikanischer Fernsehproduzent und Stuntman
- Efron, Inés (* 1985), argentinische Schauspielerin
- Efron, John M. (* 1957), US-amerikanischer Historiker
- Efron, Sergei Jakowlewitsch (1893–1941), russischer Dichter
- Efron, Zac (* 1987), US-amerikanischer Schauspieler und SängerZac Efron (* 1987)

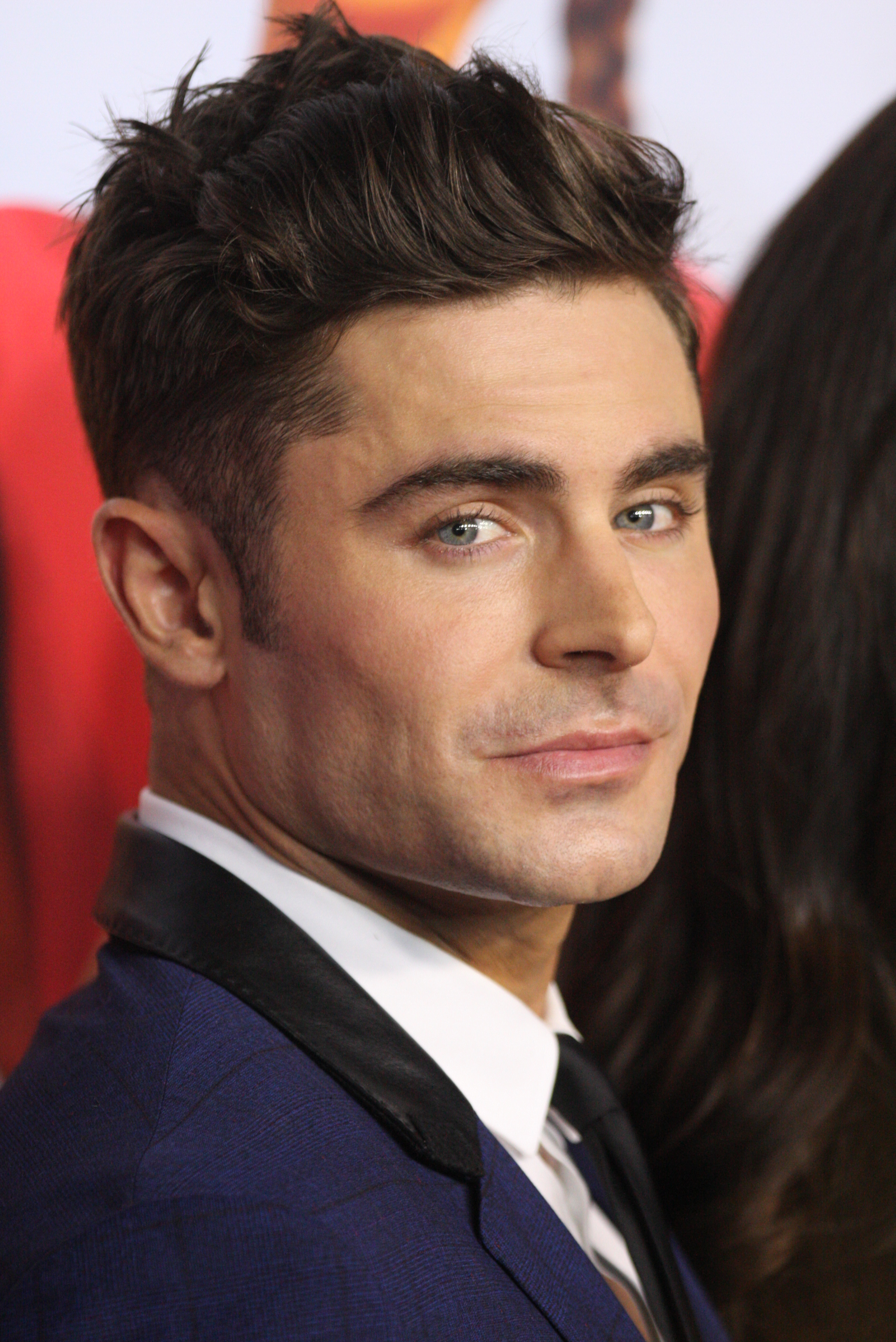
Zac Efron (* 1987)

- Efros, Abram Markowitsch (1888–1954), russischer Kunstkritiker, Dichter und Übersetzer
- Efros, Alexander, russischer Physiker
- Efros, Alexei (* 1975), US-amerikanischer Informatiker
- Efros, Alexei Lwowitsch (* 1938), russisch-US-amerikanischer theoretischer Festkörperphysiker
- Efros, Nikolai Jefimowitsch (1867–1923), russischer Journalist und Theaterkritiker

### Efs
- Efstathiadis, Marios (* 1979), zyprischer Handballspieler
- Efstathiou, George (* 1955), britischer Astrophysiker
- Efstratiou, Mariana (* 1962), griechische Sängerin

### Eft
- Eftaxias, Athanasios (1849–1931), griechischer Politiker und ehemaliger Ministerpräsident
- Eftedal, Siri (* 1966), norwegische Handballspielerin
- Efteni, Wiktor (* 1973), ukrainischer Ringer
- Efternøler, Anne (* 1984), dänische Jazz- und Improvisationsmusikerin (Trompete)
- Eftetah, Amir Nasser (1935–1988), iranischer Tombakspieler und -lehrer
- Efthimiadis, Christos, deutsch-griechischer Gitarrist
- Efthimiadis, Spiros, deutsch-griechischer Gitarrist
- Eftim I. (1884–1968), Patriarch der türkisch-orthodoxen KircheEftim I. (1884–1968)

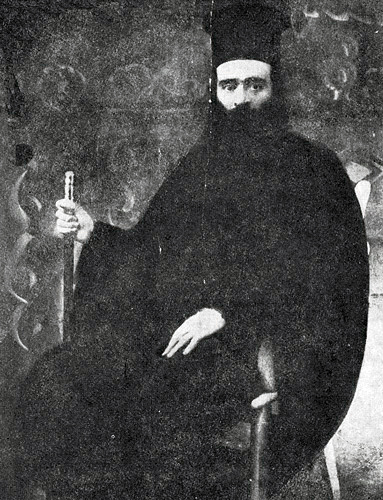
Eftim I. (1884–1968)

- Eftim II. (1920–1991), türkischer orthodoxer Geistlicher, Patriarch der türkisch-orthodoxen Kirche
- Eftim III. (1926–2002), türkischer Geistlicher, Patriarch der türkisch-orthodoxen Kirche
- Eftim IV. (* 1960), türkischer Geistlicher, Patriarch der türkisch-orthodoxen Kirche
- Eftimiu, Victor (1889–1972), rumänischer Schriftsteller
- Eftimow, Emil (* 1961), bulgarischer Admiral
- Eftimow, Maksim (* 1995), bulgarischer Eishockeyspieler
- Eftimowa, Inna (* 1988), bulgarische Leichtathletin

### Efv
- Efverström, Lars-Erik (1925–2003), schwedischer Skilangläufer und Nordischer Kombinierer